# Marian Saniewski
Marian Saniewski (ur. 15 października 1942 w Cieciorkach) – polski naukowiec, fizjolog roślin, profesor nauk przyrodniczych, specjalizujący się w zagadnieniach z zakresu fizjologii roślin.

## Życiorys
W 1970 obronił doktorat z zakresu nauk przyrodniczych, habilitował się w 1976. 10 lipca 1990 otrzymał tytuł naukowy profesora. Zawodowo związany z instytucjami naukowymi zajmującymi się ogrodnictwem, w 1984 na stanowisku profesora nadzwyczajnego, a od 1990 jako profesor zwyczajny. Był profesorem Instytutu Sadownictwa i Kwiaciarstwa im. Szczepana Pieniążka oraz Ogrodu Botanicznego – Centrum Zachowania Różnorodności Biologicznej PAN, objął także profesurę w powołanym w 2011 Instytucie Ogrodnictwa w Skierniewicach, gdzie został kierownikiem Zakładu Fizjologii i Morfogenezy Roślin Ozdobnych.
W pracy naukowej zajął się głównie tematyką roślin ozdobnych i fizjologii roślin, prowadząc m.in. badania nad wpływem hormonów na fizjologię roślin.
Związany z Polską Akademią Nauk, od 1998 jako członek korespondent, a od 2010 jako członek rzeczywisty. Był wiceprezesem oddziału PAN w Łodzi, powoływany w skład Komitetu Fizjologii, Genetyki i Hodowli Roślin, Komitetu Nauk Ogrodniczych, a także na przewodniczącego Komitetu Narodowego ds. współpracy z Międzynarodowym Towarzystwem Nauk Ogrodniczych. W 1998 został redaktorem naczelnym pisma „Journal of Fruit and Ornamental Plant Research”.

## Odznaczenia i wyróżnienia
- Krzyż Oficerski Orderu Odrodzenia Polski (2013)[4]
- Krzyż Kawalerski Orderu Odrodzenia Polski (2001)[5]
- Srebrny Krzyż Zasługi (1979)[2]